# Paper maixé

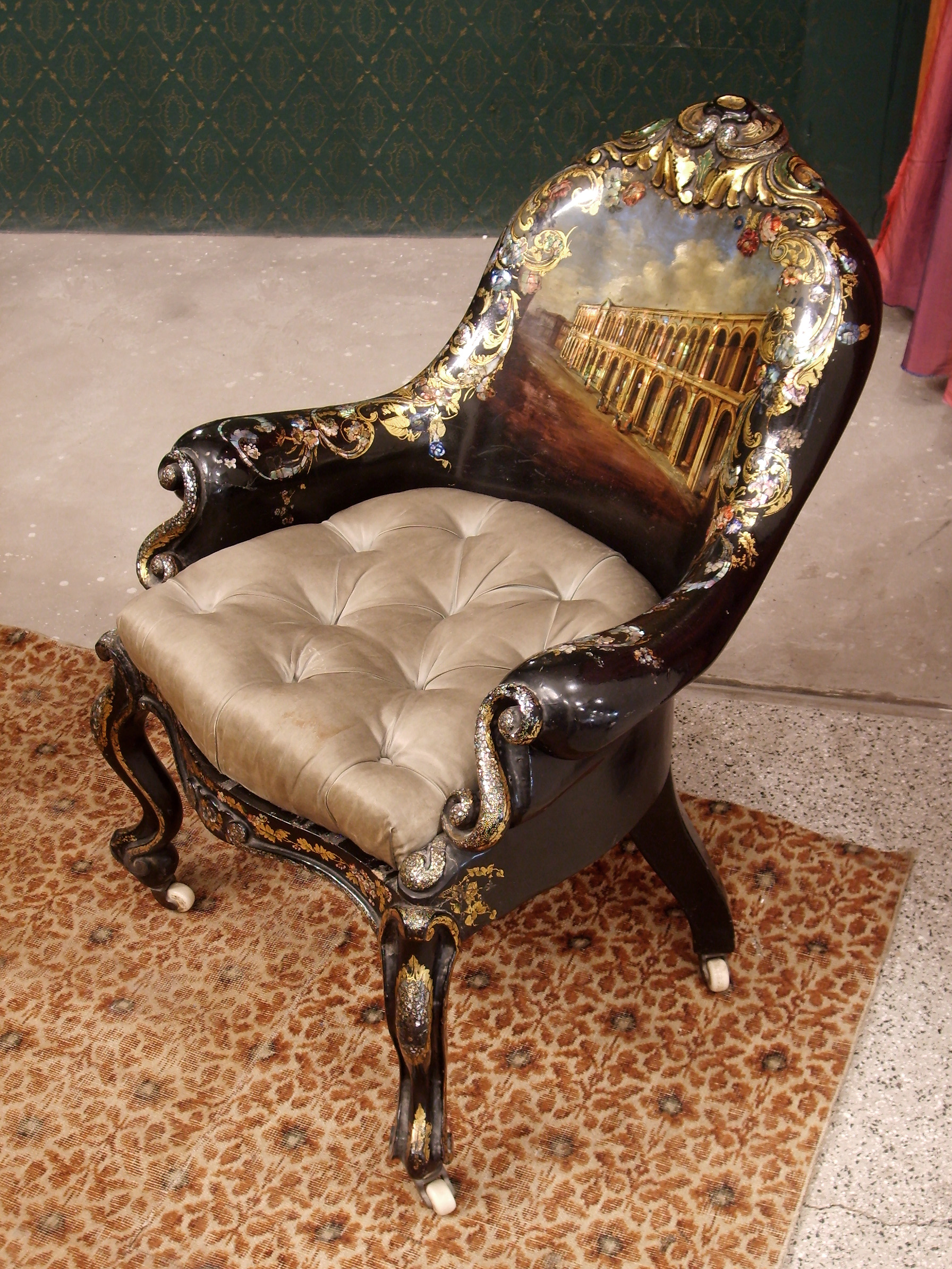
Cadira decorada amb paper maixé i nacre.

 Paper maixé  és el nom d'una tècnica artesanal antiga, originària de la Xina, Índia i Pèrsia, consistent en l'elaboració d'objectes, generalment decoratius i artístics, utilitzant pasta de paper. La denominació prové de l'expressió francesa papier mâché (paper mastegat o picat), ja que abans d'existir molins, la pasta s'elaborava mastegant les deixalles de paper.
A Itàlia hi ha una tècnica semblant coneguda com  Cartapesta , terme que alguns assignen més específicament a la tècnica de formar capes amb trossos de paper engomats, o usant engrut donant-li la forma desitjada, generalment sobre una base o motlle, mentre que prefereixen la de  paper maixé  a la tècnica del modelatge de la pasta de paper.
Si es combina amb guix o escaiola, usualment per elaborar escenaris de teatre o cinema, el terme és cartó pedra.
S'ha de distingir del decoupage, tècnica que també s'usa per a decorar objectes amb làmines o retalls de paper i teles primes.

## Usos
En general es fa servir a tot el món per a objectes decoratius i utilitaris i per a decoració en relleu, o per elaborar màscares, disfresses i utilleria o escultures de carnestoltes o per teatre i cinema.
A Mèxic es fa servir per elaborar pinyates, màscares, adorns i escultures en paper com les usades en el dia dels morts.